# Yunus Emre-moskee (Almelo)
De Yunus Emre-moskee in Almelo is een van de oudste moskeeën van Nederland. In 1974 werd hij geopend. In 1983 werd de moskee lid van de Diyanet en de moskee kreeg op dat moment haar naam, vernoemd naar de Turks soefi-dichter en mysticus Yunus Emre uit de late middeleeuwen. Het wordt 'de Witte Moskee' genoemd door plaatselijke inwoners. De moskee is de eerst als moskee gebouwde gebedshuis van Nederland. 
De bouw werd medegefinancierd door de overheid, met steun van de inmiddels afgeschafte Wet Premie Kerkenbouw. Ook de textielfabrikant Ten Cate betaalde mee. Zij hadden eerst op hun eigen terrein een lokaal aangewezen als gebedsruimte maar dit werd al snel te klein. Om genoeg geld te verzamelen gingen de Turkse kinderen de deuren in Almelo langs en haalden zo duizenden guldens op voor de bouw van de moskee. Ook vanuit de gemeenteraad was er geen enkele protest tegen de komst en zij wezen een prominente plek in het centrum aan voor de bouw.
Gerrit Pelgrum wordt in 1974 de architect van het gebouw. Dit gebouw heeft een beklimbare minaret, de eerste in Nederland, en de eerste met een koepel. Sinds de verbouwing in 1989 is er plek voor duizend gelovigen. 

## Nieuwe Moskee
Almelo heeft de grootste gemeenschap Turken van heel Nederland, 10 procent van de bevolking is Turks. Daardoor was de oude Moskee te klein geworden. In april 2014 verleende de gemeente de vergunning voor de verkoop van een perceel grond van ruim 5.800 vierkante meter verderop in de Bellavistastraat waar het bestuur graag nieuwbouw wilde. In juni 2015 legde de gemeente het bestemmingsplan ter inzage.
In 2023 werd het oude gebouw benoemd tot museum en treed het als eerste moskee toe tot het initiatief Grootste museum van Nederland. In dezelfde straat als de oude moskee is een nieuwe moskee gebouwd die vlak langs het spoor staat en erg goed zichtbaar is vanuit de trein. De architect voor dit gebouw is Sedat Yilbirt,die ook de blauwe moskee in Istanboel restaureerde. Deze moskee werd in november 2024 feestelijk geopend. In de nieuwe moskee van zo'n 2800 vierkante meter zit een bibliotheek, lokalen die ruimte bieden voor huiswerkbegeleiding en cursussen. Ook is er een café en een multifunctionele zaal die afgehuurd kan worden.